# Materia întunecată
În astronomie și cosmologie, materia întunecată este în prezent un tip necunoscut de materie despre care se consideră că ar conține o mare parte din masa totală a universului. Materia întunecată nu emite și nici nu absoarbe lumina sau radiațiile electromagnetice sau de altă natură, și deci nu poate fi observată direct cu telescoapele. Se estimează că energia întunecată constituie 73% din materia din univers și 23% din masa-energia sa.  
Existența ei încă nu a putut fi dovedită pe cale experimentală din cauză că ea nu emite radiații.
Pentru completitudine, conform teoriilor actuale (2010) restul materiei universului este format din:
- energie întunecată: circa 68,3%[3] din totalul de masă-energie al universului; aceasta este tot o substanță, o materie, foarte puțin cunoscută, doar că numele ei de „energie” este impropriu;
- barioni: circa 4,9 % - aceștia constituie lumea materială obișnuită pe care o percepem direct, inclusiv stelele, planetele, galaxiile etc.
- neutrini: circa 0,1 %;
- radiația de fond: echivalează cu circa 0,01 % din materia universului.

(date cf. revistei germane "Spektrum der Wissenschaft" nr. 11/2008 p.38)
Materia Întunecată galactică și intergalactică
Materia Întunecată galactică ar putea fi asemănătoare cu cea obișnuită.Cu toate acestea ea s-a consumat(așa cum se sting stelele pitice negre),în fazele timpurii ale existenției universului.
Materia Întunecată intergalactică  este alcătuită din așa-numitele,,particule masive cu interacțiune slabă ,,.

## Teorii și deducții științifice despre materia întunecată
Există dovezi teoretice (stabilite de către cercetătorii Universității din Pittsburg, Pennsylvania, SUA, bazate pe radiația de fond - radiația reziduală de la explozia inițială Big Bang) despre existența materiei întunecate și a energiei întunecate, nedetectate încă. Astfel, s-a constatat că fotonii din radiația de fond sunt încetiniți la trecerea lor printre galaxii mai mult decât se calculase inițial, întârzierea datorându-se trecerii prin materie întunecată. Prezența materiei întunecate mai este dedusă și indirect din mișcarea obiectelor astronomice, în special a stelelor, galaxiilor și roiurilor de galaxii ("superclustere") (conform  lucrărilor lui Martin White).
De asemenea există teorii, bazate pe certitudinea prezenței „găurilor negre”, prin care se demonstrează existența materiei întunecate care este responsabilă de expansiunea accelerată a universului. Pentru prima oară, în vremurile noastre, s-a observat o gaură neagră care a fost surprinsă aruncând jeturi de energie, deși se știa că găurile negre doar aspiră, și nu refulează materia. 
Alte teorii ale existenței materiei întunecate se bazează pe abaterile gravitaționale ce s-au detectat cu privire la mișcarea galaxiilor și roiurilor de galaxii în univers, abateri altfel inexplicabile.
Universul se află într-o permanentă expansiune care are loc cu o viteză mai mare decât s-au așteptat cercetătorii spațiului cosmic; această viteză este imprimată de o curioasă forță numită „de chintesență” și generată de vidul cosmic. Vidul cosmic, departe de a fi gol, constituie sediul unor nebănuite energii. În univers, în jurul găurilor negre se îngrămădește așa-numita materie întunecată, care este până acum indetectabilă, deși constituie 21 % din  materia cosmică.
La începutul anului 2007 astronomii au întocmit o hartă tridimensională a materiei întunecate pe care sunt indicate și stelele și galaxiile. Studiul, publicat în revista Nature, aduce cele mai importante dovezi de până acum că răspândirea galaxiilor corespunde în bună măsură cu distribuția materiei întunecate. Explicația constă în faptul că materia întunecată atrage materia obișnuită (galaxii, stele, planete, gaze, radiații, în total 5 % din materia universului) prin intermediul câmpului gravitațional.

Distributia materiei întunecate și a energiei întunecate în Univers (estimare din 2008)

## Particule elementare care constituie materia întunecată
Particulele constitutive ale materiei întunecate nu pot fi nici protoni, nici neutroni, nici electroni și nici neutrinii obișnuiți; cosmologii, care până acum nu le-au detectat experimental, le numesc de exemplu axioni și neutrini sterili.
Câteva date sumare despre neutrini ne pot pregăti pentru ce ar putea fi materia întunecată.
Neutrinul este o particulă elementară stabilă și foarte ușoară, nu are sarcină electrică (deci este neutră din punct de vedere electric) și are masa de cel puțin zece mii de ori mai mică decât aceea a electronului. Existența neutrinilor a fost dovedită teoretic în anul 1936, ei constituind explicația abaterii de la legile de conservare a energiei; experimental ea a fost pusă în evidență în anul 1954, când au fost detectați primii neutrini.

### Câteva trăsături specifice ale neutrinului
Articol principal: Neutrino
- Zi și noapte primim de la Soare, în fiecare secundă, aproape zece miliarde de neutrini pe centimetru pătrat.
- Se pare că neutrinii nu reacționează cu materia, iar interacțiunea cu restul universului este slabă.
- Corpul omenesc este străbătut în fiecare secundă de milioane de neutrini. Neutrinii traversează cu ușurință volumul planetei noastre, fără să se abată de la drum.
- Neutrinii își schimbă starea frecvent.
- Se cunosc trei feluri de neutrini.

"Neutrinii joacă un rol fundamental la nivelul structurii materiei. Domină comportamentul ultimelor vârste stelare. Nu este imposibil ca ei să dirijeze expansiunea universului..." ("Răbdare în azur", Hubert Reeves, pag. 221 - ed. Humanitas, București, 1993)

## Cercetări experimentale pentru crearea de noi particule elementare
Se fac experimente cu acceleratoare gigantice, ca de exemplu noul accelerator LHC al Centrului European de Cercetare Nucleară CERN de la Geneva, Elveția, și cu programe de cercetări în care sunt angrenate forțe științifice numeroase și deosebit de puternice, care constau în încercarea de a crea două fascicole de protoni care să se intersecteze și astfel să se bombardeze reciproc. La LHC se utilizează energii de ordinul a 12 gigajouli și de mii de miliarde de electroni-volți. Se așteaptă ca încă în 2009 să se creeze în laborator condițiile existente în perioada foarte timpurie a Big-Bangului. În cursul acestor experimentări se speră să se descopere noi particule elementare precum și mecanismele petrecute imediat după nașterea Universului, cu scopul creării unor teorii plauzibile ale formării universului, și ale existenței și compoziției materiei întunecate și a energiei întunecate. Pe lângă acceleratorul propriu-zis experimentele folosesc numeroase alte dispozitive speciale, calculatoare gigantice și instrumentar de laborator special. Acestea se află în subteran, în medie la circa 100 metri adâncime, într-un tunel circular de 27 km lungime, construit în 2006 în apropiere de orașul Geneva. La Torino, aflat la o distanță de circa 700 km de Geneva, s-au construit instalații adecvate de recepționare a fasciculelor de neutrini lansate de la CERN.
Există deja fotograme înregistrate pe discuri dure conținând imagini de la bombardamente de particule efectuate la energii enorme; tipărite pe hârtie și stivuite unele peste altele ele ar atinge înălțimea Turnului Eiffel. În aceste fotograme apar extrem de rar și fenomene care se abat de la fenomenele fizice deja cunoscute. Aceste „anomalii” sunt studiate în mod intensiv pentru a se descoperi mecanismele ce s-au manifestat în Universul timpuriu, la începuturile sale, imediat după Big Bang.

## Materie întunecată rece vs. Materie întunecată caldă
Teoria materiei întunecate reci a fost publicată inițial în 1982 de James Peebles, în timp ce materia întunecată caldă a fost propusă independent în același timp de J. Richard Bond, Alex Szalay și Michael Turner și George Blumenthal. Un articol din 1984 de Blumenthal, Sandra Moore Faber, Primack și Martin Rees a dezvoltat detaliile teoriei. Aceste două idei sunt tipuri ipotetice de materie întunecată, fiecare are diferite avantaje în cosmologie.

### Materie întunecată rece
- Structurile mici sunt primele care s-au format în univers: BOTTOM-UP.
- Viteza particulelor primordiale este foarte mică în comparație cu viteza luminii .
- Particulele primordiale sunt foarte grele.
- Particulele primordiale s-au decuplat foarte devreme de barioni.

### Materie întunecată caldă
- Structurile mari au fost primele care s-au format în univers: TOP-DOWN.
- Viteza particulelor primordiale este foarte apropiată de viteza luminii.
- Particulele primordiale sunt foarte ușoare.